# Mustafá Benjaafar
Mustafá Benjaafar (1940) (en árabe: مصطفى بن جعفر) es un médico radiólogo y político tunecino. Miembro del Foro Democrático por el Trabajo y las Libertades, se presentó a las elecciones generales de Túnez de 2009 frente al candidato oficialista y presidente del país, Zine el Abidine Ben Ali, que venció con un 89% de votos. Tras los crisis política que derrocó a Zine el Abidine Ben Ali en enero de 2011, fue uno de los líderes que se reunió con el presidente interino, Fued Mebaza, aceptando la oferta de crear un gobierno de concentración para superar la crisis. Elegida una asamblea constituyente el 23 de octubre de 2011, Benjaafar fue elegido presidente de la misma.

## Biografía
Ben Jafar nació en 1940 en Túnez. Asistió al Colegio Sadiki de 1950–1956, luego estudió medicina en Francia para convertirse en radiólogo. En 1970 regresó a Túnez, se unió a la facultad de medicina de la Universidad de Túnez y trabajó también en el hospital universitario. En 1976 fue uno de los fundadores de una revista de opinión semanal y una organización que se convirtió en la Liga de Derechos Humanos de Túnez (LTDH).
En 1978 se unió a otros para comenzar un partido político, el Movimiento de los Demócratas Socialistas (MDS). El MDS era el partido de oposición más grande a partir de 1991 y el partido gobernante hizo un intento aparente de trabajar con el MDS como una "oposición participativa". Ben Jafar era el secretario general del MDS en 1992, y se postuló para la oficina superior del MDS, pero perdió ante Mohamed Moadda y renunció al partido porque parecía haber cooperado mucho con el partido gobernante (recibió un subsidio del gobierno y alojamiento) y logrado tan poco. [1]
En 1994, Ben Jafar fundó el partido Foro Democrático para el Trabajo y las Libertades (abreviado FDTL y también llamado Ettakatol). No fue legalmente reconocido hasta 2002. Intentó postularse para la presidencia en 2009 como candidato de FDTL, pero fue descalificado y, en cualquier caso, se entendió que no tenía ninguna posibilidad de ganar contra el presidente establecido autoritario establecido, Ben Ali.